# Ana Zaninović
Ana Zaninović (ur. 26 czerwca 1987 w Splicie) – chorwacka zawodniczka uprawiająca taekwondo, uczestniczka IO w Londynie oraz w Rio de Janeiro. Ma siostrę bliźniaczkę Lucję Zaninović, także uprawiającą taekwondo. 

## Igrzyska olimpijskie
Wzięła udział w zmaganiach w taekwondo na igrzyskach w Londynie. Wystąpiła wtedy w rywalizacji do 57 kg. W pierwszej rundzie przegrała z Japonką Mayu Hamadę. Uczestniczyła także w turnieju do 57 kilogramów kobiet na igrzyskach w 2016 roku. W 1/8 przegrała z reprezentantką Iranu Kimiją Alizade.